# Бланка Влашић
Бланка Влашић (Сплит, 8. новембар 1983) бивша је хрватска атлетичарка и двострука светска шампионка у скоку увис. Двострука је светска јуниорска првакиња и апсолутна је хрватска рекордерка с прескочених 2,08 м (Загреб, 31. август 2009) и дворанска рекордерка с прескочених 2,05 м (Банска Бистрица, 14. фебруар 2006). Иначе, њених 2,08 м је други светски резултат свих времена. Рекорд још увек држи Бугарка Стефка Костадинова с прескочених 2,09 м из Рима 1987.

## Каријера
Дете је спортских родитеља, најстарије у породици. Отац Јошко Влашић био је успешан атлетичар, десетобојац и освајач златне медаље на Медитеранским играма у Казабланци, граду по којем је и Бланка добила име. Мајка Венера је бивша југословенска првакиња у скијашком трчању.
Привукла је пажњу светске атлетске јавности већ са 16 година када остварује запажене резултате. С непуних 17 година наступала је на Олимпијским играма у Сиднеју 2000. године. Годину после већ има шесто место на светском првенству у Едмонтону. У конкуренцији јуниора, Бланка је била недодирљива. Освојила је два наслова светске првакиња.
Први пут је висину од 2,00 м прескочила на Ханжековићевом меморијалу у Загребу, где је имала симболичан стартни број 200. Од тог тренутка је њена каријера у успону, па се већ на Олимпијским играма у Атини очекивала једна од медаља. На игре је дошла с личним рекордом од 2,03 м. Но, Бланка је пред такмичење добила вирозу, а убрзо након тога откривени су и проблеми са штитном жлездом. Каријера јој је била под знаком питања, али Бланка се није дала и већ се 2006. враћа у форму. У тој години је чак 12 пута прескакала 2 метра. Победе је ређала и 2007, а на само једном митингу није била прва. Те године је трипут поправљала лични и хрватски рекорд и постала је светска првакиња у Осаки с прескочених 2,05 м. На том првенству је по пети пут покушала срушити рекорд Стефке Костадинове од 2,09 м, али без успеха.
Хрватски олимпијски одбор прогласио ју је за најбољу спортисткињу Хрватске у 2007. години. Такође, је добила ласкаву титулу у традиционалном избору спортског листа „Спортске новости“ где је добила максималан број гласова.

## Резултати

### 2006.
- јануар 2006. - прескочених 2,00 м, дворански митинг у Москви
- јануар 2006. - прескочених 2,00 м, атлетски митинг у Арнштату
- фебруар 2006. - прескочених 2,02 м-, митинг у Вајнхајму
- 14. фебруар 2006. - прескочених 2,05 м (апсолутни хрватски рекордер у скоку увис за жене) - дворански атлетски митинг Банска Бистрица
- 12. март 2006. - Сребрна медаља на Светском дворанском првенству у атлетици Москва 2006. (прескочених 2,00 м.

### 2007.
- 21. јул 2007. - прескочених 2,05 м (хрватски рекорд у скоковима увис за жене) - атлетски митинг у Мадриду
- 30. јул 2007. - прескочених 2,06 м (хрватски рекорд у скоковима увис за жене) - атлетски митинг у Солуну
- 7. август 2007. - прескочених 2,07 м (хрватски рекорд - атлетски митинг у Стокхолму
- 2. септембар 2007. - сватска првакиња, с прескочених 2,05 м у Осаки, Јапан.
- 7. септембар 2007. - златна лига, прво место с прескочених 2,04 м у Цириху
- 14. септембар 2007. - златна лига, прво место с прескочених 2,03 м у Бриселу
- 16. септембар 2007. - златна лига, прво место с прескочених 2,00 м у Берлину
- 22. септембар 2007. - Светско атлетско финале у Штутгарту, победа са 2,00 м
- 28. септембар - Гранд Прикс у Шангају, победа са 2,02 м

### 2008.
- 9. мај 2008. - Супер Гранд Прикс у Дохи, победа са 2,03 м
- 1. јун - Митинг златне лиге у Берлину, победа са 2,03 м
- 6. јун - Митинг златне лиге у Ослу, победа са 2,04 м
- 22. јун - атлетски куп Европе у Истанбулу, победа са 2,06 м
- 23. август - Олимпијске игре у Пекингу, освојила сребро с прескочених 2,05 м
- 29. август - Митинг златне лиге у Цириху, победа са 2,01 м
- 5. септембар - Митинг златне лиге у Бриселу, друга са 2,00 м
- 9. септембар - ИААФ Гранд при митинг у Загребу, победа са 2,04 м
- 14. септембар - Светско атлетско финале у Штутгарту, победа са 2,01 м.

### 2009.
- 26. јануар 2009. - дворански митинг у Ријеци, победа са 2,03 м}-[1]
- 3. фебруар 2009. - дворански атлетски митинг Малмо, победа са 2,01 м
- 7. фебруар 2009. - дворански атлетски митинг Штутгарт, победа са 2,04 м-[2]
- 11. фебруар 2009. - дворански атлетски митинг Банска Бистрица, победа са 2,01 м
- 15. фебруар 2009. - дворански атлетски митинг Карлсруе, друга са 2,05 м
- 21. фебруар 2009. - дворански атлетски митинг Сплит, победа са 2,02 м-[3]
- 8. април 2009. - Митинг Супер Гранд Прикс Доха, победа са 2,05 м
- 14. јун 2009. - Митинг златне лиге у Берлину, друга са 2,03 м
- 3. јул 2009. - Митинг златне лиге у Ослу, победа са 2,00 м-[4]
- 10. јул 2009. - Митинг златне лиге у Риму, друга са 1,97 м
- 17. јул 2009. - Митинг златне лиге у Паризу, победа са 1,99 м
- 25. јул 2009. Гранд При митинг у Лондону, прескочених 2,02 м-[5]
- 28. јул 2009. - Супер Гранд при у Монаку, победа са 2,03 м
- 20. август 2009. - светска атлетска првакиња, с прескочених 2,04 м у Берлину.[6]
- 28. август - Митинг златне лиге у Цириху, победа са 2,01 м
- 31. август - ИААФ Гранд Прикс митинг у Загребу, победа са 2,08 м (скок увис за жене - 2. светски резултат свих времена).

### 2010.
- 21. октобар 2010.Најбоља атлетичарка Европе[7]
- 21. новембар Најбоља атлетичарка света[8]
- 26. децембар Најбоља спортисткиња Европе у избору Међународног удружења спортских новинара.[9][10]
- 30. децембар Најбоља спортисткиња[11][12]

## Значајнији резултати
| Година | Такмичење                               | Место                           | Пласман |      |
| ------ | --------------------------------------- | ------------------------------- | ------- | ---- |
| 2000.  | Светско јуниорско првенство у атлетици  | Кингстон, Јамајка               | 1.      |      |
| 2001.  | Светско првенство у атлетици            | Едмонтон, Канада                | 6.      |      |
| 2001.  | Медитеранске игре                       | Тунис                           | 1.      |      |
| 2002.  | Светско јуниорско првенство у атлетици  | Сантијаго, Чиле                 | 1.      |      |
| 2002.  | Европско првенство у атлетици           | Минхен, Немачка                 | 5.      |      |
| 2003.  | Светско дворанско првенство у атлетици  | Бирмингем, Уједињено Краљевство | 4.      |      |
| 2003.  | Светско првенство у атлетици            | Париз, Француска                | 7.      |      |
| 2003.  | Финале светског купа                    | Монте Карло, Монако             | 4.      |      |
| 2004.  | Светско дворанско првенство у атлетици  | Будимпешта, Мађарска            | 3.      |      |
| 2004.  | Олимпијске игре                         | Атина, Грчка                    | 11.     |      |
| 2006.  | Светско дворанско првенство у атлетици  | Москва, Русија                  | 2.      |      |
| 2006.  | Европско првенство у атлетици           | Гетеборг, Шведска               | 4.      |      |
| 2006.  | Финале светског купа                    | Штутгарт, Немачка               | 6.      |      |
| 2007.  | Европско дворанско првенство у атлетици | Бирмингем, Уједињено Краљевство | 5.      |      |
| 2007.  | Светско првенство на отвореном          | Осака, Јапан                    | 1.      |      |
| 2007.  | Финале светског купа                    | Штутгарт, Немачка               | 1.      |      |
| 2008.  | Светско првенство у дворани             | Валенсија, Шпанија              | 1.      |      |
| 2008.  | Олимпијске игре                         | Пекинг, Кина                    | 2.      |      |
| 2008.  | Финале светског купа                    | Штутгарт, Немачка               | 1.      |      |
| 2009.  | Светско првенство на отвореном          | Берлин, Немачка                 | 1.      |      |
| 2009.  | Финале светског купа                    | Солун, Грчка                    | 1.      |      |
| 2010.  | Светско првенство у дворани             | Доха, Катар                     | 1.      |      |
| 2010.  | Европско првенство на отвореном         | Барселона, Шпанија              | 1.      |      |
| 2011.  | Светско првенство на отвореном          | Тегу, Јужна Кореја              | 2.      |      |
| 2014   | Светско првенство у дворани             | Сопот, Пољска                   | 6       | 1,94 |
| 2015.  | Светско првенство на отвореном          | Пекинг, Кина                    | 2.      | 2,01 |
| 2016.  | Олимпијске игре                         | Рио де Жанеиро, Бразил          | 3.      |      |